# Aldea Beleiro
Aldea Beleiro es una localidad y comuna rural fronteriza del sudoeste de la provincia del Chubut, Argentina, dentro del departamento Río Senguer.
Está ubicado 382 km al oeste de la ciudad de Comodoro Rivadavia, y a solo 5 km de la frontera chilena (paso internacional El Triana e Hito 45). 

## Historia
Recibe el nombre por el vecino Rafael Beleiro (1890-1986), antiguo poblador y comerciante del lugar. Comerciante que en un primer momento se asentó en Alto Río Mayo. A partir de 1910 llegó a Aldea Beleiro con solo 19 años recién cumplidos, junto a Apolinario Aramis Lima con quien instalaron un almacén para comerciar con los pueblos originarios de la zona.
El aniversario de Aldea Beleiro y su escuela, es el día 22 de septiembre, fecha que recuerda la creación de esa institución escolar en el año 1922. Siendo su primer maestro Máximo Fernández Coria.
Con el paso de los años, al compás del desarrollo de la escuela, se fueron arraigando cada vez más familias y de esta manera fue creciendo este pequeño pueblo fronterizo, ubicado a pocos kilómetros del límite internacional con Chile.

## Población
Cuenta con una población alrededor de 258 habitantes. La población se compone de 160 varones y 98 mujeres índice de masculinidad del 163.27 %. En tanto las viviendas pasaron a ser 121.
Tras el censo de 2022 se conoció una nueva caída del crecimiento de la localidad con 199 habitantes y unas 96 viviendas.La población mantiene la categoría de comuna rural.
| Gráfica de evolución demográfica de Aldea Beleiro entre 1991 y 2022 |
|                                                                     |
| Fuente: Censos nacionales del INDEC                                 |

## Clima
El clima es frío y riguroso, con estación seca. Temperatura extrema en verano: 25 °C. Temperatura extrema en invierno: -25 °C.

## Características
Bajo la órbita de administración pública, cuenta con una escuela multinivel (N.º 71 Policía Federal Argentina) con una matrícula de 51 alumnos actualmente, perteneciente al Ministerio de Educación de la provincia del Chubut, un Juzgado de Paz, un gimnasio de gran capacidad donde se concentran diversas actividades, estación de servicio bajo la bandera de PetroChubut (subsidiaria de Petrominera, empresa petrolera de la provincia del Chubut) que provee combustibles durante todo el año, una Sala de Primeros Auxilios con servicio de ambulancia, una Subcomisaría de la Policía del Chubut, una capilla y el edificio comunal. Los servicios públicos son provistos por la Cooperativa de Servicios Públicos de Aldea Beleiro.  Existe un albergue con capacidad de 12 camas, almacenes con provisión de alimentos y ramos generales que abastecen al pueblo y sus alrededores, gomería y comercios diversos. Por su cercanía a los pasos fronterizos con Chile de "Hito 45" y "El Triana", la comuna mantiene una relación fluida con personal de Gendarmería Nacional Argentina, Dirección Nacional de Migraciones, Administración Federal de Ingresos Públicos, e incluso Carabineros de Chile.  

## Economía
Su economía es netamente ganadera –ovina y bovina-, ostenta hermosos paisajes de estepas, bosques y lagos, además su dependencia de la calefacción a leña hace a ésta una fuente económica muy utilizada.
Posee un gran potencial para la explotación turística debido al marco natural en el que se encuentra la localidad y su proximidad a los bosques andinos patagónicos, lagos y ríos.